# Hirsch Plato
Hirsch Moses Plato (* 8. August 1822 in Halberstadt, Provinz Sachsen; † 6. März 1910 in Köln) war ein deutscher Religionspädagoge und Rabbiner des orthodoxen Judentums.

## Leben
Hirsch Plato wurde 1822 in Halberstadt als Sohn von Moses Plato (1793–1872) und dessen Ehefrau Hanna Hinde Philipp (1781–1864) geboren. An der dortigen Hascharat-Zwi-Schule erhielt er neben Esriel Hildesheimer eine orthodoxe Ausbildung. Nachdem er danach in Braunschweig sieben Jahre von dem Rabbiner Samuel Levi Egers unterwiesen worden war, studierte er von 1844 bis 1847 an der Georg-August-Universität Göttingen. Am 29. Oktober 1852 erhielt er durch den Halberstädter Rabbiner Mathias Levian (1781–1862) die Ordination. 1853 wurde er an der Großherzoglich und Herzoglich Sächsischen Gesamtuniversität in Jena mit einer Schrift Über den Charakter und die Denkungsart des Machiavelli promoviert.
Am 8. September 1856 heiratete er in Frankfurt am Main, wo er 1855 eine Anstellung als Lehrer an der Realschule der Israelitischen Religionsgesellschaft gefunden hatte, Julie Hirsch (* 15. Januar 1838 in Emden), die Tochter des bedeutenden Rabbiners Samson Raphael Hirsch. Das Paar bekam eine Tochter und fünf Söhne, darunter den späteren Rabbiner Immanuel Plato (1863–1937). In Frankfurt debütierte Plato mit der Schrift Machiavelli’s religiöse und politische Gesinnung durch ausführliche Citate aus den „Discorsi“ dargestellt.
Am 1. November 1860 eröffnete er in Weinheim, Großherzogtum Baden „trotz Anfeindungen und Vorurteilen vor ihrem Entstehen“ die Lehr- und Erziehungsanstalt für israelitische Knaben, die ein Jahr später, am 6. November 1861, durch die Bildungsanstalt für israelitische Lehrer erweitert wurde.
1867 ging er nach Düsseldorf, um am Lehrerseminar und der jüdischen Volksschule von Wolf Feilchenfeld als Hauptlehrer zu unterrichten. Neben dem Religionsunterricht unterwies er die Schüler in Deutsch, Französisch, Geschichte, Geographie, Rechnen und Naturgeschichte. Als Feilchenfeld 1872 eine Berufung als Oberrabbiner in Posen erhalten hatte, übernahm er bis 1874 die seelsorgerische Leitung der jüdischen Gemeinde von Düsseldorf, ehe Abraham Wedell dort das Amt eines Rabbiners versah. Das von Feilchenfeld gegründete Seminar, das Plato 1872 ebenfalls übernommen hatte, verlegte er 1874 nach Köln-Ehrenfeld. Am 21. Februar 1883 erhielt das Institut die Rechte einer juristischen Person. Ein Schüler war der spätere Philosoph und Schriftsteller Constantin Brunner. 
Außer in seinem Hauptberuf als Schulleiter und Lehrer fungierte Plato unentgeltlich als inoffizieller Rabbiner der orthodoxen Austrittsgemeinde Adass Jeschurun, die am 16. Januar 1883 neben ihrem neuen Seminargebäude auch ihre Synagoge St.-Apern-Straße eröffnete. In diesem Amt und durch Veröffentlichungen erwarb er sich den Ruf eines Talmudgelehrten.
Ab 1899 wegen Altersgebrechlichkeit kaum noch in der Lage, seine Ämter auszufüllen, trat Plato 1904 in den Ruhestand. Sein Nachfolger als Direktor des Lehrerseminars und als Rabbiner wurde Emanuel Carlebach. Hirsch Plato starb 1910 im Alter von 87 Jahren in Köln. Er wurde auf dem jüdischen Friedhof Deutz bestattet.